# Acrisius arctus
Acrisius arctus är en insektsart som först beskrevs av Stsl 1854.  Acrisius arctus ingår i släktet Acrisius och familjen sköldstritar. Inga underarter finns listade i Catalogue of Life.